# Cantonul Auch-Sud-Est-Seissan
Cantonul Auch-Sud-Est-Seissan este un canton din arondismentul Auch, departamentul Gers, regiunea Midi-Pyrénées, Franța.

## Comune
| Comune      | Populație (1999) | Cod poștal | Cod INSEE |
| ----------- | ---------------- | ---------- | --------- |
| Auch        | 21 838           | 32000      | 32013     |
| Auterive    | 508              | 32550      | 32019     |
| Boucagnères | 141              | 32550      | 32060     |
| Haulies     | 81               | 32550      | 32153     |
| Labarthe    | 142              | 32260      | 32169     |
| Orbessan    | 213              | 32260      | 32300     |
| Ornézan     | 237              | 32260      | 32302     |
| Pessan      | 634              | 32550      | 32312     |
| Sansan      | 89               | 32260      | 32411     |
| Seissan     | 1 002            | 32260      | 32426     |